# Choćmirówko
Choćmirówko is een plaats in het Poolse district  Słupski, woiwodschap Pommeren. De plaats maakt deel uit van de gemeente Główczyce en telt 120 inwoners.